# 小行星18075
小行星18075（18075 Donasharma）是一颗绕太阳运转的小行星，为主小行星带小行星。该小行星于2000年2月28日发现。

## 轨道参数
小行星18075的轨道半长轴为2.4757252 UA，离心率为0.096。